# Akot
Akot ist eine Stadt im indischen Bundesstaat Maharashtra. Die Stadt liegt in der Region Vidarbha im Distrikt Akola. Akot hat den Status eines Municipal Council. Die Stadt ist in 31 Wards gegliedert. Sie hatte am Stichtag der Volkszählung 2011 92.637 Einwohner, von denen 47.733 Männer und 44.904 Frauen waren. Hindus bilden mit einem Anteil von über 54 % die Mehrheit der Bevölkerung. Die Alphabetisierungsrate lag 2011 bei 88,48 % und damit deutlich über dem nationalen Durchschnitt.